# Casa del 83 del Carrer de Sant Joan
La Casa del 83 del Carrer de Sant Joan és un edifici medieval de la vila de Vilafranca de Conflent, de la comarca d'aquest nom, a la Catalunya del Nord.
Com el seu nom indica, és en el número 83 del carrer de Sant Joan, en el sector nord-oriental de la vila. Li corresponen la parcel·la cadastral 72.

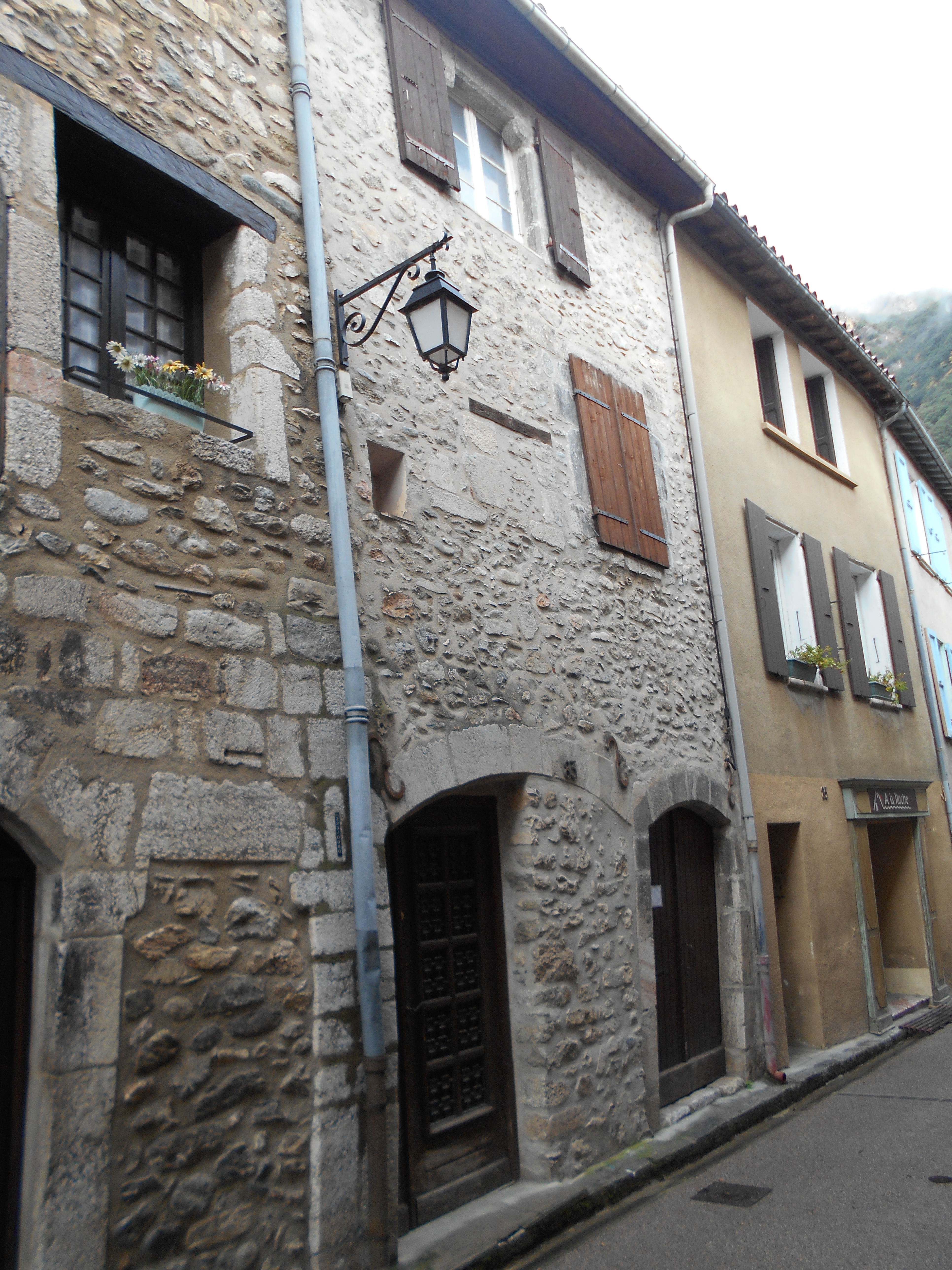
La casa, des de ponent

La casa, del segle xiv, és totalment construïda amb còdols. Té dues arcades de traça segmental molt rebaixada, amb arestes aixamfranades, dovelles curts i extradossades. L'arc de ponent s'insereix en l'angle de la casa contigua, i està retallat, per a encabir-hi una porta més petita, pel costat de llevant, deixant una part de l'antiga obertura tapiada. En el pis, una finestra amb llinda plana damunt de permòdols.